# Marbisoux
Marbisoux est un village du Brabant wallon, en Belgique, sis dans la partie haute de la vallée de la Thyle. Longtemps hameau de Marbais sis aux confins des trois provinces du Hainaut, de Namur et du Brabant wallon, il fait aujourd’hui administrativement partie de la commune de Villers-la-Ville, en Région wallonne de Belgique.

## Étymologie
Marbisoux signifie simplement ‘petit Marbais’. Le nom du village a évolué de ‘Marbisoul’ en 'Marbisoulle' pour se fixer en 1760 : Marbisoux.

## Histoire
L’histoire du village est liée à celle de Marbais et de l’abbaye de Villers-en-Brabant. Avec la seigneurie de Marbaix, le village fit longtemps partie du duché de Brabant avant de dévenir fief du comté de Namur. À la fin de l’Ancien régime il fut rattaché à la province du Brabant. Essentiellement rural et agricole, le village devient de plus en plus lieu de résidences suburbaines.

## Patrimoine
- L’ancienne chaussée romaine Bavay-Tongres (chaussée Brunehaut) passe au sud du village. Route aujourd’hui à peine carrossable elle y délimite la frontière entre le Brabant wallon et le Hainaut.
- L’église Notre-Dame, au clocher légèrement bulbeux, est de style néo-classique. Elle fut construite en 1868. Deux ans plus tard (1872) le village devint paroisse, ayant une importance égale à celle de Marbais. Tous les ans, le 15 août (fête de l’Assomption), une procession à Notre-Dame fait le tour des sept chapelles et calvaire du village.
- Une gare se trouvait sur la ligne 140 (Ottignies-Charleroi). Depuis 1984 Marbisoux n’est plus qu’une ‘halte’ ferroviaire.